# Vùng đô thị West Yorkshire
Vùng đô thị West Yorkshire (tiếng Anh: West Yorkshire Urban Area) là thuật ngữ mà Cơ quan Thống kê Quốc gia của Anh dùng để chỉ một chùm đô thị ở vùng West Yorkshire của nước này trong đó có những thành phố lớn như Leeds, Bradford, Huddersfield, Wakefield. Tuy nhiên Vùng đô thị West Yorkshire không bao gồm Castleford, Halifax, Pontefract và Wetherby mặc dù chúng cũng ở trong vùng West Yorkshire. Đây là vùng đô thị đông dân thứ tư ở Anh, với 1.499.465 dân (theo tổng điều tra dân số năm 2001). Các đô thị trong vùng gồm:
- Baildon
- Batley
- Bingley
- Bradford
- Brighouse
- Cleckheaton và Liversedge
- Dewsbury
- Guiseley/Yeadon
- Heckmondwike
- Holmfirth/Honley
- Horbury
- Horsforth
- Huddersfield
- Keighley
- Leeds
- Lofthouse/Stanley
- Menston
- Mirfield
- Morley
- Ossett
- Pudsey
- Queensbury
- Shelf
- Shipley
- Wakefield